# 科夫雷斯陨击坑
科夫雷斯陨击坑（Cobres）是火星门农尼亚区的一座撞击坑，中心坐标位于南纬11.7度、东经206.4度，直径93.76公里（58.26英里），其名称取自阿根廷科夫雷斯，1985年，被国际天文联合会批准采用。
科夫雷斯陨击坑位于伯顿陨击坑东北、曼加拉谷的西面。